# Casa del Trecento

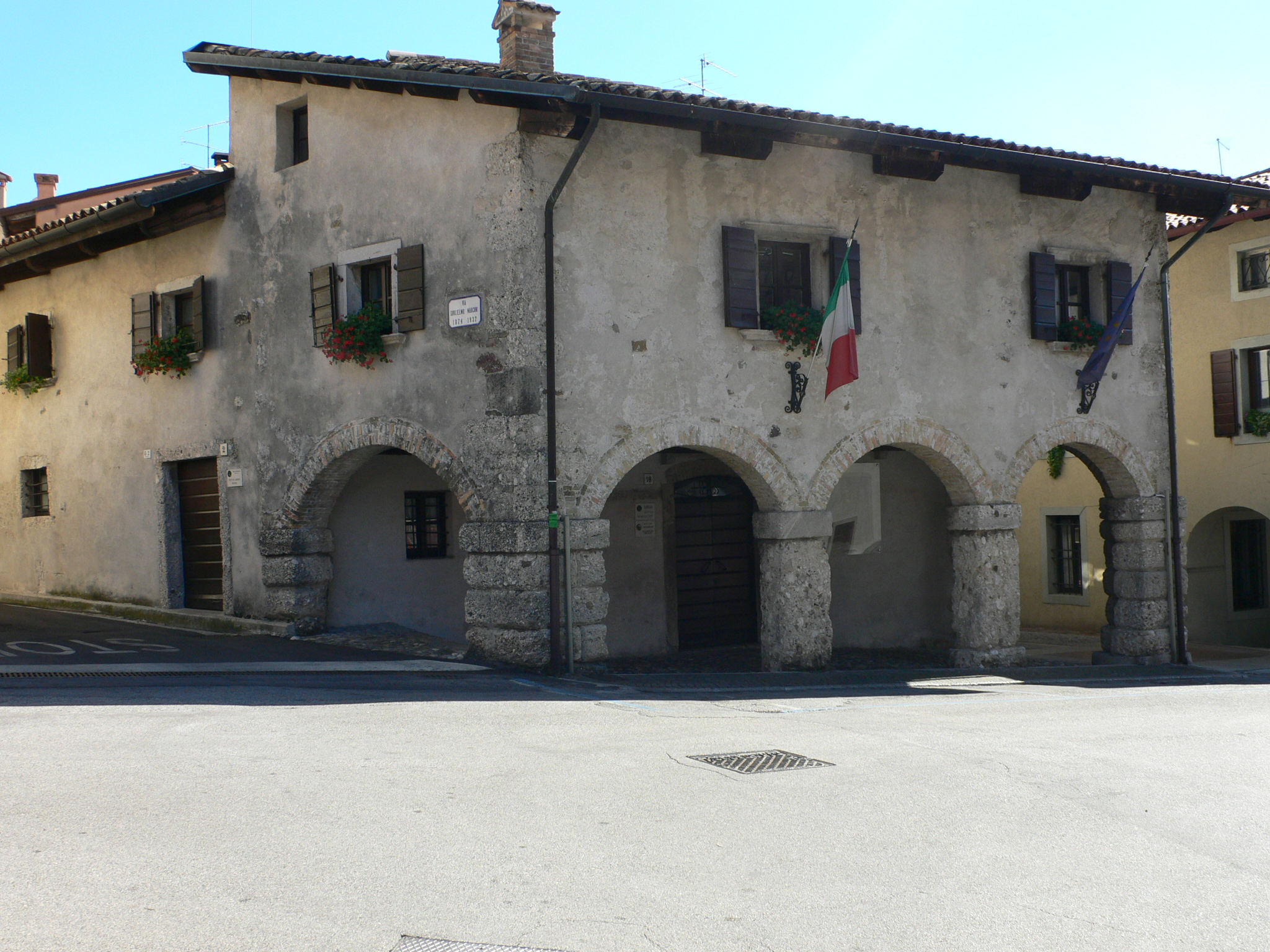
Casa del Trecento in San Daniele del Friuli

Das Casa del Trecento ist ein Haus aus dem 14. Jahrhundert in San Daniele del Friuli in der italienischen Region Friaul-Julisch Venetien. Es liegt in der Via Roma, 18 an der Ecke zur Via Guglielmo Marconi.

## Geschichte
Das Haus aus dem 14. Jahrhundert war ursprünglich das Pfandhaus des Ortes. Es hat im Zweiten Weltkrieg das alliierte Bombardement überstanden, das das Dorf in den Jahren 1944 und 1945 zerstörte. Es überstand auch das Erdbeben im Friaul 1976, das ansonsten die wenigen Gebäude, die die Kriegseinwirkungen überstanden hatten, zerstörte. Damit ist es das einzige, verbliebene alte Haus des Dorfes.
Nach seiner Restaurierung ist dort heute der Sitz der Associazione Nazionale Alpini mit angeschlossenem Museum.